# San Julián de Boada

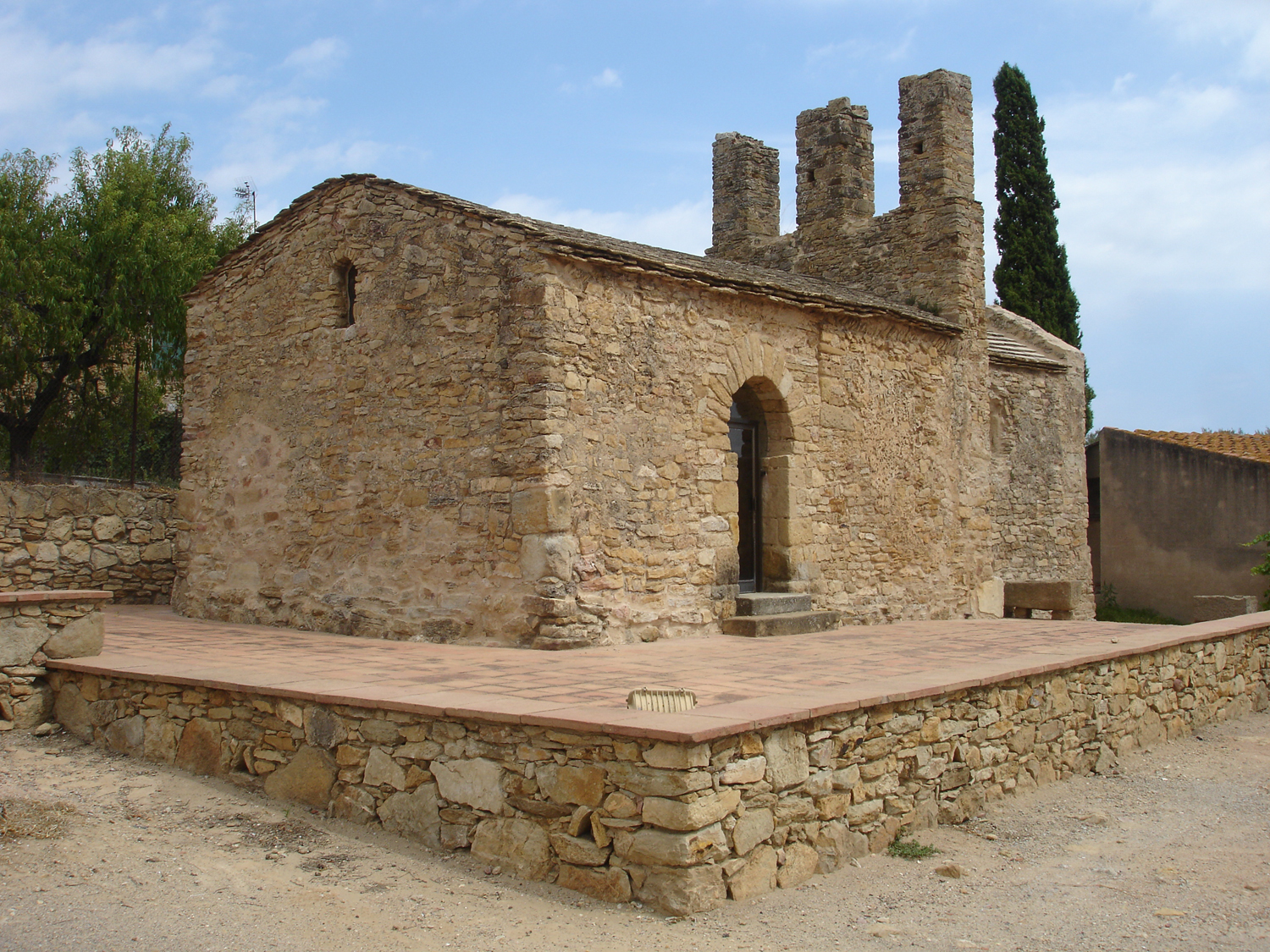
lgreja de San Julián de Boada.

San Julián de Boada (em catalão San Julián de Boada) é uma aldeia situada no município de Palau-sator, comarca de Bajo Ampurdán, província de Gerona, Espanha. Lá se encontra a pequena igreja moçárabe de San Julián, uma das mais antigas de toda a região, como comprovado por um documento de 934, e que foi declarada patrimônio histórico em 1931.